# Gloria (film 1999)
Gloria è un film statunitense del 1999 con Sharon Stone, diretto da Sidney Lumet e con musiche di Howard Shore; la pellicola costituisce un remake dell'omonimo di John Cassavetes del 1980.

## Trama
Il film, ambientato a New York, ha come protagonista Gloria, la quale è appena uscita di galera dopo 3 anni.
La prima scena è un omicidio; Sean, membro di una banda criminale capeggiata da Kevin, uccide Jack, assunto da poco come contabile, colpevole di aver fatto una copia su floppy disk dei dati di tutte le transazioni finanziarie illecite della banda con i nomi dei malavitosi coinvolti; avendo compiuto l'omicidio in casa di Jack (nel tentativo di recuperare il floppy disk), Sean elimina anche la suocera Maria, la moglie Angela e la loro figlia Luz. Solo il figlio minore Nicky, di sette anni, riesce a scappare col floppy disk affidatogli dal padre, ma viene catturato e portato nel covo dell'organizzazione da Terry, altro amico di Kevin.
Nel nascondiglio arriva Gloria (il covo è il suo vecchio appartamento), che faceva parte anche lei della gang prima dell'arresto. Dall'incontro tra Kevin e Gloria si viene a conoscenza dell'antefatto; Kevin tre anni prima sarebbe dovuto finire in prigione, ma essendo il fidanzato di Gloria, e avendole promesso molti soldi per cominciare una nuova vita, era riuscito a convincerla ad andare in prigione al suo posto. Ora che è fuori di prigione, Gloria vuole quei soldi per poter iniziare una vita nuova, ma Kevin, che intende tenerla con lui, rifiuta di darglieli. Gloria, arrabbiata con Kevin per il suo rifiuto, sta per andarsene ma, sentendo che la banda intende uccidere il piccolo Nicky, riesce a portarlo fuori dal nascondiglio e ruba una pistola a Terry.
A questo punto i due devono sfuggire a Kevin e ai suoi uomini; Gloria intende andare a Miami, dove deve sostenere l'udienza finale prima di essere completamente in libertà (ora è in libertà vigilata), ma prima riaccompagna Nicky a casa. Il palazzo, però, è stato sigillato dalla polizia e i due protagonisti se ne vanno senza aver ancora scoperto la sorte della famiglia di Nicky. Il piccolo si fa portare allora da un suo zio, ma questi è già stato ucciso dal gruppo di Kevin. Non sapendo dove andare, Gloria chiede ospitalità alla sorella Brenda, che però la caccia temendo Kevin e la costringe ad andare in albergo. Nell'hotel i due apprendono dal notiziario televisivo dello sterminio della famiglia di Nicky.
Quando stanno per lasciare l'albergo vedono che fuori c'è Zach, anche lui membro della banda criminale, ad attenderli; Gloria e Nicky cercano allora di uscire dal garage, ma qui trovano Sean. Gloria, avendo ancora la pistola di Terry, riesce a impossessarsi della macchina di Sean, ma lui cerca di ostacolare la fuga aggrappandosi al finestrino della macchina, rimanendo poi ucciso nell'urto con un'altra vettura. Una volta usciti dal garage i due protagonisti devono sfuggire per strada a Zach, il quale muore in un incidente che si crea. Gloria e Nicky si rifugiano poi in una chiesa, dove lei riesce a ottenere dal prete, dopo avergli spiegato la situazione, l'affido di Nicky a una scuola gestita da religiosi fuori New York. Usciti dalla chiesa, tuttavia, i due devono fuggire dagli uomini di Kevin che sono riusciti a trovarli e Nicky viene catturato da Terry.
Disperata, Gloria chiede consiglio a Diane, una sua amica ben inserita in un giro di escort. Diane le suggerisce di chiedere aiuto al vecchio Ruby; Ruby è una vecchia fiamma di Gloria e conosce molto bene Kevin, essendo stato il suo mentore ed essendo per lui (dal punto di vista affettivo e criminale) una sorta di "padrino". Gloria offre un compromesso a Ruby: lei ridarà il dischetto, che ha infilato in borsa prima che Nicky fosse catturato, a Kevin in cambio del bambino. Ruby, provando affetto per Gloria ed essendo anche lui interessato a riprendersi il floppy disk (in quanto il suo nome è nel disco), accetta e organizza un incontro tra Kevin e Gloria; Kevin, non potendo disubbidire a Ruby in quanto è più in alto di lui nella gerarchia malavitosa, è costretto a prendere il floppy disk lasciando andare Gloria e il bambino.
Gloria può finalmente portare Nicky al collegio fuori città, ma entrambi faticano a lasciarsi, visto il legame creatosi tra loro. Gloria sta per andarsene, però, vedendo ormai Nicky come un figlio, torna indietro e gli chiede se vuole andare via con lei, e Nicky accetta ben contento. I due se ne vanno di nascosto e infine prendono l'aereo per Miami pronti a iniziare una nuova vita insieme.

## Colonna sonora
La colonna sonora del film è stata realizzata da Howard Shore.

## Riconoscimenti
- 1999 - Razzie Awards
  - Nomination Peggior attrice protagonista a Sharon Stone
- 1999 - Stinkers Bad Movie Awards
  - Nomination Peggior attrice protagonista a Sharon Stone
  - Nomination Peggior acconciatura femminile a Sharon Stone
  - Nomination Peggior accento a Sharon Stone

## Accoglienza
Il film è un "cigolante poliziesco con tendenze al melò, diretto con stanco mestiere dal veterano Sidney Lumet, che ricicla lo splendido film omonimo di John Cassavetes (1980). Sharon Stone è la seducente protagonista in perenne minigonna, che al volante darebbe la paga a Schumacher. È lecito però dubitare di una ruvida pupa del gangster pronta a trasformarsi in tenera madre per il simpatico gianduiotto."